# Sphaeralcea obtusiloba
Sphaeralcea obtusiloba là một loài thực vật có hoa trong họ Cẩm quỳ. Loài này được G. Don miêu tả khoa học đầu tiên.